# Wado Ryu
Wado Ryu (japanska: 和道流?, Wadō ryū) är en av världens fyra stora karateskolor (tillsammans med Gōjū-Ryū, Shitō-Ryū och Shōtōkan-ryū). Denna skola har inslag av grundstilen Shuri-te via närmaste föregångaren Shōrin-ryū.
Namnet betyder ungefär "fredens/harmonins/fridens väg". Skolan grundades av Hironori Otsuka  (1892-1982) och registrerades 1934.

Wadō-ryūs logo.

## Förekomst
Både i Sverige och internationellt är det flera organisationer som lär ut Wadō-ryū Karate. Wadō-Ryū företräds av Wado Kokusai Karate-Do Renmei (WIKF - Wado International Karate-Do Federation), som grundades 1991 av Tatsuo Suzuki (8:e dan), en av Ōtsukas bästa elever. Det är den största organisationen internationellt och i Norden. Sensei Suzuki föddes 1928 och var den som införde Wadō-ryū karate i Europa. Han tränar fortfarande aktivt vid drygt 80 års ålder, och har varit många gånger i Norden för att instruera. Senast i norska Sarpsborg 2009.

### Skandinavien
I Norge finns två huvudmän, Wado-Ryu Norge (WRN) med i dag 13 klubbar och WIKF Norge, som likaså består av 13 klubbar. 
I Sverige finns omkring 1 500 aktiva utövare. Mästare i Sverige är bland andra Shingo Ohgami, 8:e dan.

## Filosofi och tekniker
Mycket av skolans tekniker går ut på att tänka sig att motståndaren har vapen. Utövarens uppgift är då att istället för att blockera det inkommande slaget, som många andra karate-stilar gör, undvika slaget för att därefter oskadliggöra motståndaren.

### Grader
Vuxenbälten
Wadō-ryū använder typiska karate bältesordningar för att utvisa rang eller grad. Beroende på stil så startar nybörjaren vid 9:e eller ibland 10:e kyū:
| Grad     | Bältesalternativ 1 | Bältesalternativ 2 | Bältesalternativ 3 | Bältesalternativ 4 |
| -------- | ------------------ | ------------------ | ------------------ | ------------------ |
| 10:e kyū | Vitt bälte         |                    |                    |                    |
| 9:e kyū  | Rött bälte         | Vitt bälte         | Vitt bälte         | Vitt bälte         |
| 8:e kyū  | Gult bälte         | Rött bälte         | Gult bälte         | Gult bälte         |
| 7:e kyū  | Orange bälte       | Gult bälte         | Orange bälte       | Orange bälte       |
| 6:e kyū  | Grönt bälte        | Orange bälte       | Blått bälte        | Grönt bälte        |
| 5:e kyū  | Blått bälte        | Grönt bälte        | Purpur bälte       | Blått bälte        |
| 4:e kyū  | Purpur bälte       | Blått bälte        | Grönt bälte        | Blått bälte        |
| 3:e kyū  | Brunt bälte        | Brunt bälte        | Brunt bälte        | Brunt bälte        |
| 2:a kyū  | Brunt-vitt bälte   | Brunt bälte        | Brunt bälte        | Brunt bälte        |
| 1:a kyū  | Brun-svart bälte   | Brunt bälte        | Brunt bälte        | Brunt bälte        |

Därefter kommer svarta bälten med nivåer från 1:a till 10:e dan.
Barnbälten
I vissa klubbar finns också så kallade mon-bälten för barn:
- 9 mon - halvvitt bälte
- 8 mon - halvrött bälte
- 7 mon - halvgult bälte
- 6 mon - halvorange bälte
- 5 mon - halvgrönt bälte
- 4 mon - halvblått bälte